# パトリック・シャルネイ
パトリック・シャルネイ（仏: Patrick Charnay、1954年2月3日 - ）は、フランスの生物学研究者。 フランス国立衛生医学研究所(Inserm)の名誉研究ディレクターであるかたわら、パリの高等師範学校(ENS)で分子遺伝学と発生生物学の研究と教育を行っている。

## 生い立ち
シャルネイはエコール・ポリテクニーク（フランス語 : École polytechnique）（1973年入学生）の卒業生。学校を出た後、基礎生物学を志し、パスツール研究所のピエール・ティオレの研究室で科学論文の作成に取り組む。その中で特にB型肝炎ウイルスゲノムのクローニングと配列決定及び細菌の表面抗原の合成の取得について深く探求していた。
その研究の成果により、B型肝炎に対する安全でかつ効果的なワクチンの開発への道が開かれた。そして、1980年にシャルネイはフランス国立衛生医学研究所 (Inserm)の研究員として招聘された。
1981年に博士号を取得後、ハーバード大学（米国ケンブリッジ）のトム・マニアティスの研究室で博士研究員としてグロビン 遺伝子発現制御の分子基盤の研究に従事する。
1984年、主席研究員としてドイツ連邦共和国ハイデルベルクの欧州分子生物学研究所（EMBL）に加わり、発達中の神経系の構築に決定的な役割を果たす転写因子の研究に目を向けた。
1989年以来、エコール・ノルマル・シュペリウールの生物学部に勤めながら、神経系の発達又は機能および制御に重要な役割を果たす遺伝子の研究を続けている。
シャルネイはエコール・ノルマル・シュペリウールに勤めている間、フランス国立衛生医学研究所研究部署のディレクター（1993-2005）、生物学部のディレクター（2000-2001および2016-2017）、生物学の教授（2013-2018）を歴任した。 また、エコール・ポリテクニーク（1997-2010）でも教鞭を執った。
1995年より欧州分子生物学機構（EMBO）の会員となり、1998年より欧州アカデミ一のメンバー、そして2004年にはフランス科学アカデミーのメンバーに選ばれた。長年のキャリアに渡って、シャルネイは数多くの科学委員会に参加している（議長も務める）。

## 科学的貢献
シャルネイは、生涯の多くの時間を脊椎動物の中枢および末梢神経系の発達と機能を支配する遺伝的制御機構の研究に費やしてきた。
- B型肝炎ウイルスゲノムのクローニングと配列決定、および細菌の表面抗原（HBs）の産生[5][6][7]
- ヒトα-と β−グロビン遺伝子発現制御の基礎[8][9]
- 亜鉛フィンガー転写因子をコードする脊椎動物遺伝子のファミリーの発見。そのうちの1つであるKrox20は、分節化された胚構造の2つの交互の領域に発現する。後脳または菱脳は延髄、橋、小脳を形成する[10][11]
- ジンクフィンガーによるDNAのヌクレオチド間の識別を可能にする構造的基礎の解読[12]
- 菱脳の分節化に関与する受容体型チロシンキナーゼのEphファミリーのメンバーの発見（Eph receptor family）[13]
- 異なるHox遺伝子の発現を制御することにより、菱脳の分節化プロセス、特に分節の独自性の特定におけるKrox20の重要な役割についての考察[14][15][16]
- 末梢ミエリンの形成と維持の制御におけるKrox20の決定的な関与[17][18]
- Krox20が橋のリズミカルなニューラルネットワークにおける役割[19]
- Krox24 / Egr-1遺伝子が下垂体および卵巣の機能における役割[20]
- 後期長期増強 (L-LTP) の成立および長期記憶の固定におけるKrox24遺伝子の意義[21]
- 境界部頂帽細胞が中枢神経系と末梢神経系の間の障壁としての役割、及び末梢神経系の神経細胞とグリア細胞の前駆細胞としての役割[22][23][24]
- Krox20の発現を支配する遺伝子ネットワークの解読と菱脳の分節化におけるその意味[25][26][27][28][29]
- 神経線維腫症I型（NF1）のすべての特徴を再現するマウスモデルの開発[30]

## 賞と表彰
- 1988年：フランス国立がん対策連盟パリ賞受賞
- 1995：欧州分子生物学機構（EMBO）のメンバー
- 1998：ヨーロッパアカデミーのメンバーに選ばれる[31]
- 2004：フランス科学アカデミーのメンバーに選ばれる
- 2005：アカデミックパームス賞の騎士勲章が授与される